# Berliet VDCB
Unter der Typenbezeichnung Berliet VDCB wurden vom französischen Kraftfahrzeughersteller Berliet in Lyon 1936 bis 1938 mittlere LKW gebaut.

## Technik und Geschichte
Der Berliet VDCB erschien im Laufe des Jahres 1936 mit mehreren Motorvarianten. Hierbei erhielten die Varianten VDBC4, VDBC6 Dieselmotoren, ihre Bezeichnung bezog sich auf die ungefähre Größe des Hubraums in Litern. VDCB 16 hatte einen Ottomotor, seine Bezeichnung bezog sich auf die Einstufung in französische Steuer-PS.

### Berliet VDCBR6
Einen Sonderfall bildete der Berliet VDCBR6: Das R steht vermutlich für "renforcée" (= verstärkt), die 6 deutet den Einbau des fast 6 Liter umfassenden Dieselmotors MDFW an. Dessen effektive Leistung ist in den überlieferten technischen Daten nicht angegeben, dürfte aber bei etwa 65–70 PS gelegen haben.
Die Nutzlast war auf 4 Tonnen angehoben, das Leer- und Gesamtgewicht entsprechend erhöht, Radstand, Länge und Breite wurden gegenüber den übrigen Typen nicht verändert. Er erhielt seine allgemeine Betriebserlaubnis erst am 12. November 1937, als die Fertigung der übrigen Varianten des Berliet VDCB bereits auslief, und wurde in erheblich höheren Stückzahlen produziert. Für ihn ist das Nummernband 162311 – 162450 (also 140 Stück) reserviert. Ein weiteres Nummernband (162101–162300, also 200 Stück) ist für einen Typ "Berliet VDCB6R" reserviert: Es ist hier zu unterstellen, dass es sich um den gleichen Typ handelt: Für einen Berliet VDCB6R gibt es keine gesonderten Typenunterlagen (Fiche des mines), und vom Typ VDCBR6 wurden 335 Stück (also fast die Summe aus 200 und 140) gebaut (s. u.): Wir haben hier ein illustres Beispiel, mit welcher Nonchalance man bisunter bei Berliet mit den Typenbezeichnungen umging.

### Berliet VDCB16 Air
Einen Sondertyp bildeten auch 9 Berliet VDCB16 Air, die an die französische Luftwaffe geliefert wurden: Sie unterschieden sich vom zivilen Berliet VDCB16 dadurch, dass sie statt des Motors Typ MKO den Motor MKT eingebaut hatten, der bei gleichen Zylinderdaten 61 statt 60 PS lieferte. Sie hatten den langen Radstand von 4,48 m, die Spur vorne betrug 1,755 und hinten 1,60 m, die Länge 7,07 m. Es waren Pritschenwagen mit Plane, als Besonderheit hatten sie ein an der Rückseite abklappbares Trittbrett, um ein einfacheres Aufsitzen von Mannschaften auf der Ladefläche zu ermöglichen. Die allgemeine Betriebserlaubnis wurde am 12. November 1936 erteilt.
Die wesentlichen technischen Daten von VDBC4, VDCB6, VDCB16 und VDCBR6 ergeben sich aus der nachfolgenden Tabelle:
| Typ    | Betriebserl. | Motor | Zyl. | Bohrg. | Hub | Hubr. | /min | CV    | PS    | Chassis | max. | Bem.,  |
|        | Mon./Jahr    | Typ   | Zahl | mm     | mm  | cm³   | max  | fisc. | reell | kg      | kg   | Quelle |
| ------ | ------------ | ----- | ---- | ------ | --- | ----- | ---- | ----- | ----- | ------- | ---- | ------ |
| VDCB4  | 9.1936       | MDGW  | 4    | 100    | 140 | 4398  | 1800 | 12    |       | 2650    | 7250 | [ 3 ]  |
| VDCB6  | 1.1936       | MDFW  | 4    | 110    | 150 | 5702  | 1800 | 15    |       | 2850    | 7350 | [ 4 ]  |
| VDCB16 | 2.1936       | MKO   | 4    | 100    | 130 | 4084  | 2200 | 16    | 60    | 2450    | 7150 | [ 5 ]  |
| VDCBR6 | 11.1937      | MDFW  | 4    | 110    | 150 | 5702  | 1800 | 15    |       | 5750    | 7900 | [ 6 ]  |

### Stückzahlen
Es gab von den hier behandelten Typen folgende Stückzahlen:
| Typ    | 1935 | 1936 | 1937 | 1938 | Summe |
| ------ | ---- | ---- | ---- | ---- | ----- |
| VDCB6  | 0    | 10   | 9    | 0    | 19    |
| VDCB16 | 0    | 1    | 20   | 0    | 21    |
| VDCBR6 | 0    | 0    | 233  | 102  | 335   |
| Summe  | 0    | 11   | 262  | 102  | 375   |

Nicht in obigen Zahlen eingeschlossen sind offenbar die 9 an die französische Luftwaffe gelieferten VDCB16 Air.
Für den Berliet VDCB4 wurden zwar die Chassisnummern 155761 – 155770 (10 Stück) reserviert, er taucht indessen in der Produktionsstatistik nicht auf: Entweder wurde er nicht in Serie gebaut, oder die gebauten Stückzahlen sind bei einem anderen Typ mit eingeschlossen.

### Originalquellen
Eine Publikation, in der alle vor 1945 gebauten Berliet-Typen individuell abgehandelt wären, gibt es nicht. Neben der unten erwähnten Literatur wurde auf folgende in der Fondation Berliet verwahrte Originalunterlagen zurückgegriffen:
- "Fiches des Mines": Es handelt sich um die Unterlagen zur Erteilung einer allgemeinen Betriebserlaubnis, hierfür ist in Frankreich der "Inspecteur des mines" sachlich zuständig. Diese Unterlagen sind chronologisch geordnet und nummeriert. Nicht zu jedem Typ bzw. Variante gibt es entsprechende Unterlagen, teils, weil sie wohl als Untervarianten eines Typs verstanden wurden, für den eine gesonderte Erlaubnis nicht erforderlich war, teils wohl, weil diese Unterlagen im Laufe der letzten 100 Jahre verlorengegangen sind. Bei Militärtypen gibt es Hinweise, dass eine Betriebserlaubnis direkt durch militärische Dienststellen erfolgte, was entsprechende "fiches des mines" überflüssig machte. Die Quellenbezeichnung lautet: "Fiches No...."
- "Etat des véhicules utilitaires et autobus declares aux mines depuis 1920", eine 15-seitige Zusammenstellung vom 1. Dezember 1941, enthält insbesondere die reservierten Chassisnummernbänder, die jedoch vielfach nicht vollständig ausgeschöpft wurden, einige Typen bzw. Varianten werden nicht erwähnt, Quellenbezeichnung lautet: "Etat S..."
- "Nombre de véhicules construits de 1930 à 1942", siebenseitige Zusammenstellung der zwischen 1930 und 1942 gebauten Stückzahlen an Nutzfahrzeugen, erstellt wohl 1943, erste Seite teilweise irreparabel verderbt, teilweise werden mehrere Typen bzw. Varianten zusammengefasst, Quellenbezeichnung lautet: "Nombre S...."

### Sonstige Literatur
- Monique Chapelle: Berliet. 1. Auflage. EMCE, Saint-Chamond 2016, ISBN 978-2-35740-049-8.
- Jean François Colombet: Berliet 1945–1950, les artisans de la renommée, charhge utile hors-serie No.1. 1. Auflage. histoire&collections, Paris 1995.
- François Vauvillier: Tous les Berliet militaires 1914–1940, vol.1: les camions. histoire&collections, Paris 2019, ISBN 978-2-35250-496-2.